# Soreption
I Soreption sono un gruppo musicale svedese di genere death metal, formatosi a Sundsvall nel 2005.

## Storia
Il gruppo viene formato dal batterista Tony Westermark e dal chitarrista Anton Svedin, e si completa con l'aggiunta del bassista Rickard Persson e del cantante Fredrik Söderberg. Dopo la pubblicazione, nel 2007, dell'EP Illuminate the Excessive, acclamato dalla critica specializzata svedese, il gruppo viene messo sotto contratto dalla VSP Management e comincia a suonare i suoi primi concerti lungo tutta la Svezia. Il loro album di debutto, Deterioration of Minds, esce nel 2010 per l'etichetta svedese Ninetone Records. L'album dà ancora più notorietà ai Soreption, che cominciano ad esibirsi dal vivo anche nel resto d'Europa, negli Stati Uniti e in Sud America. Fermatisi per la registrazione del loro secondo album, intitolato Engineering the Void e pubblicato nel 2014 dalla Unique Leader Records, il gruppo torna a esibirsi incessantemente dal vivo, sia in tour che in occasione dei principali festival heavy metal. A causa di tale impegno dal vivo che grava su tutti i componenti, Rickard Persson decide di lasciare il gruppo, venendo sostituito da Mikael Almgren, già nei Terminal Function. Nel 2016 anche Anton Svedin annuncia la sua uscita dalla formazione; Almgren prende il suo posto alla chitarra, e viene reclutato il nuovo bassista Kim Lantto (ex Facial Abuse e Festering Remains). Il terzo album del gruppo, Monument of the End, viene pubblicato nell'agosto 2018 dalla Sumerian Records e promosso da un tour internazionale. Nell'ottobre dello stesso anno torna a far parte del gruppo Rickard Persson, che riprende il ruolo di bassista al posto di Lantto, che lascia la formazione. Nel 2022 il gruppo torna con la Unique Leader Records, per la quale esce, nell'aprile dello stesso anno, il quarto album di inediti Jord. Nell'album suona il chitarrista Ian Waye, turnista per la band dopo l'abbandono di Mikael Almgren nel 2021, accompagnato da un chitarrista solista ospite per ogni brano del disco, tra i quali figurano John Matos degli Abiotic, Dean Lamb e Toby Morelli degli Archspire, e Joe Haley dei Psycroptic.

## Formazione

### Formazione attuale
- Fredrik Söderberg – voce (2005-presente)
- Rickard Persson – basso (2005-2014, 2018-presente)
- Tony Westermark – batteria (2005-presente)

### Ex componenti
- Mikael Almgren – basso (2014-2016), chitarra (2016-2021)
- Kim Lantto – basso (2016-2018)
- Anton Svedin – chitarra (2005-2016)

### Turnisti
- Ian Waye – chitarra (2022-presente)
- Justin McKinney – chitarra (2018)

## Discografia

### Album in studio
- 2010 – Deterioration of Minds
- 2014 – Engineering the Void
- 2018 – Monument of the End
- 2022 – Jord

### EP
- 2007 – Illuminate the Excessive